# 邦楽ジャーナル
邦楽ジャーナル（ほうがくジャーナル） は、東京都東久留米市にある有限会社、および、同社が発行する、主に尺八、地歌・箏曲（三曲）を中心とした日本の伝統音楽関連の雑誌である。同社代表取締役および、同誌の編集長は田中隆文。同誌において「邦楽」という語は日本の伝統楽器が使われている音楽を表している。

## 概要
邦楽ジャーナルの設立および、雑誌『邦楽ジャーナル』の創刊は1987年である。発刊当初から情報誌を標榜し、当時不足していた邦楽に関するコンサートをはじめとした催しもの、テレビ、ラジオでの邦楽関連番組の放送予定、書籍、楽譜などの出版情報などの月間情報を柱としている。
月間情報以外の記事としては、イベント、人物、楽器、歴史などに着目した特集記事、演奏家へのインタビュー、アマチュアの愛好家へのハウツー、トリビア記事、CDや書籍の紹介、エッセーなどがある。
創刊時から三曲中心の誌面構成であるが、三曲以外の日本の伝統音楽への取り組みも増えてきている。
2004年に津軽三味線と太鼓に関する雑誌『バチ2 Bachi-Bachi』を本誌よりスピンナウトさせたが、2007年10月に本誌と合併するかたちで廃刊となった。
2018年10月、新宿区高田馬場の事務所を出版編集部門は東久留米に、CD・楽譜販売部門は杉並に移転した。
2024年4月付で同社と株式会社ヘリテージとの連携とそれに伴う体制変更が発表された：
- 雑誌「邦楽ジャーナル」の発行元が株式会社ヘリテージへ移行（発売は有限会社邦楽ジャーナル）
- 代表執行役として新たに神永大輔が就任（編集長の田中隆文は引き続き代表取締役・編集長として留まる）
- 本社所在地を株式会社ヘリテージの所在地である東京都新宿区へ変更

2025年1月、株式会社ヘリテージとの提携解消を発表、本社所在地や雑誌発行元などは提携前の状態に戻る。なお代表取締役田中・代表執行役神永の体制は継続。

### 単行本の発行
「岐路に立つ尺八」（大橋鯛山著） 、「津軽三味線まんだら」（松木宏泰著）、「箏曲地歌五十選〜歌詞解説と訳」（田口尚幸著）、「地唄箏曲四方山話」（芦垣美穗著）、「こんなによくわかる長唄〜江戸の歌謡曲シリーズ」（中村篤彦著）など。

### 楽譜の発行
「心をいやす名曲集」シリーズ（高橋久美子編曲）、「ESSENCE Again」シリーズ（三塚幸彦編曲）、池上眞吾作品、沢井比河流作品、三宅一徳作品など。

### CDの発行
「錦木によせて／野坂操壽」「THE SAWAI KAZUE 十七絃」「Crossroads Vol.1 作曲家 高橋久美子×箏曲家 野坂操壽─箏曲を繋ぐ」「Crossroads Vol.3 解体新譜／高橋久美子×尺八」（平成30年度第73回文化庁芸術祭優秀賞受賞作品）など。

## 出版以外の事業
邦楽関連のCD・書籍を中心とした通信販売「How （ハウ: Hougaku On the World）」を運営している。2000タイトル以上の取り扱い品目のなかには、通常の商品でも流通にのりにくいものや、自主制作盤、自費出版などをはじめとした愛好者にとっては貴重なものがある。邦楽ジャーナル杉並事務所での試聴販売も行っている。
三曲愛好者のための講習会を不定期に行っている。
JASRAC主催で全国で展開する「日本の音フェスティバル」の制作を2001年から2010年まで行った。
邦楽専門のライブハウスとして『邦楽ジャーナル倶楽部 和音』を1999年4月にオープンさせたが、2005年6月に閉店した。
2012年5月、京都で国際尺八コンクールを、2018年8月、ロンドンで国際尺八コンクールを主催した。